# Yantar (navire océanographique)
Le Yantar est un navire océanographique collecteur de renseignements de Classe Kruys de la Flotte maritime militaire de Russie. Le navire est exploité par la Direction principale de la recherche sous-marine (GUGI) de la marine russe depuis 2015 et serait un navire espion. Son port d'attache est Severomorsk, où il est rattaché à la flotte du Nord. Un navire-jumeau de la classe 22010, Almaz, est également en construction.

## Histoire
Le Yantar a été conçu par le bureau de conception CMDB Almaz de l'United Shipbuilding Corporation à Saint-Pétersbourg. Le navire a été construit au chantier naval Yantar Shipyard de Kaliningrad. La coque a été posée le 8 juillet 2010. Il a été lancé en décembre 2012 et a terminé ses essais en mer en mai 2015. Le navire a une longueur de 108 mètres et un déplacement complet de 5 736 tonnes. Il utilise une propulsion diesel-électrique pour une vitesse maximale d'environ 15 nœuds (28 km/h). Il a officiellement un effectif de 60 personnes.
Le Yantar embarque des robots sous-marins autonomes. L'US Navy a déclaré que ces sous-marins étaient capables de couper des câbles à des kilomètres sous la surface de l'océan et seraient capables de fonctionner à des profondeurs allant jusqu'à 6 000 mètres. Les submersibles de classe Konsul seraient le projet 16810, AS-37 Rus et le projet 16811, AS-39 Konsul ,.

### Activités
En 2015, le Yantar a été repéré au large des côtes de la baie de Guantanamo, à Cuba,. A l'été 2016, il était au mouillage à l'extérieur de Nuuk, au Groenland.
En 2017, le Yantar était actif dans l'est de la Méditerranée, près d'un câble sous-marin reliant Israël à Chypre. Il aurait également été utilisé pour récupérer du « matériel secret » sur des avions Soukhoï Su-33 et Mikoyan-Gourevitch MiG-29 accidentés. Le 23 novembre 2017, sur ordre du président russe Vladimir Poutine, le bâtiment et les spécialistes de l'unité de recherche et de sauvetage de la 328e expédition de la marine russe ont été envoyés sur les côtes argentines à la recherche du sous-marin argentin ARA San Juan disparu le 15 novembre 2017.
Le 18 août 2021, le navire a été repéré au large de l'Irlande à proximité de câbles de télécommunications, puis en septembre une des ses routes suit le trajet particulièrement complexe du câble « Atlantic Crossing-1 » [AC-1], lequel fait une boucle qui passe par l’Atlantique, la Manche, les Pays-Bas, le Danemark et la mer du Nord, puis par le nord du Royaume-Uni avant de revenir vers les États-Unis. Ensuite, on le localise à de très nombreuses positions qu'il serait fastidieux de dénombrer et de décrire année après année, dans ses pérégrinations au sein de l'ensemble des mers européennes ; en 2024 on le situe en mer d’Irlande.
Le 14 septembre 2021, le navire a traversé le pas de Calais. Il se fait escorter hors des eaux françaises par un patrouilleur militaire d’alerte pour s’assurer qu’il « réalise un passage inoffensif ».
En novembre 2024, après avoir rejoint la frégate Amiral Golovko et le pétrolier-ravitailleur Vyazma en Manche, il éteint son AIS [Automatic Identification System], qui permet de localiser les navires, et met le cap vers la mer d’Irlande sous la surveillance du chasseur de mines britannique HMS Cattistock, rejoint par le patrouilleur HMS Tyne. Il se rend au sud de l’île de Man, une zone traversée par une vingtaine de câbles sous-marins de télécommunications, des interconnexions électriques et des gazoducs reliant l’Irlande au Royaume-Uni. La marine britannique envoie alors sur place le bâtiment de surveillance des fonds marins RFA Proteus (en) et des avions de patrouille maritime P-8A Poseidon, l’Irlande le patrouilleur LÉ James Joyce et un CASA CN-295 de surveillance maritime. Ils sont secondés par l’USNS Bruce Heezen (en), un navire hydrographique américain.
Il se rend sur le lieu du naufrage de l’Ursa Major, lié au ministère russe de la Défense, coulé au large de l’Espagne après une explosion le 23 décembre suivant, sous la surveillance du commandement maritime de l’Otan, notamment par un avion de patrouille maritime Atlantique 2 de la Marine nationale, jusqu'au 16 janvier 2025. « Des militaires de haut rang » ont précisé à RFI que le 9 janvier, alors qu’il opérait au sud de la Sardaigne, une brusque émission de fumée à quelques longueurs devant son étrave l’a forcé à s’éloigner de la zone. La présence simultanée d’aéronefs militaires alliés à proximité du bâtiment incite à penser qu’il s’agissait d’une manœuvre d’intimidation destinée à contraindre le Yantar à cesser ses relevés.  Il rejoint ensuite la mer du Nord, surveillé par la frégate HMS Somerset et le HMS Tyne. Le ministre britannique de la Défense [MoD], John Healey, a lancé une mise en garde à la Russie. « Mon message au président Poutine est clair. Nous savons ce que vous faites, et nous n’hésiterons pas à prendre des mesures énergiques pour protéger le Royaume-Uni » « J’ai autorisé un sous-marin de la Royal Navy à faire surface près du Yantar, strictement à titre dissuasif, afin de lui montrer clairement que nous surveillions secrètement chacun de ses mouvements ». Il indique que la Royal Air Force va déployer des P-8A Poseidon ainsi que des avions espions Rivet Joint dans le cadre de l’opération Baltic Sentry, lancée par l’Otan à la suite des dommages infligés par le pétrolier Eagle S au câble électrique sous-marin Estlink 2 et à quatre câbles internet en décembre 2024.

## Galerie

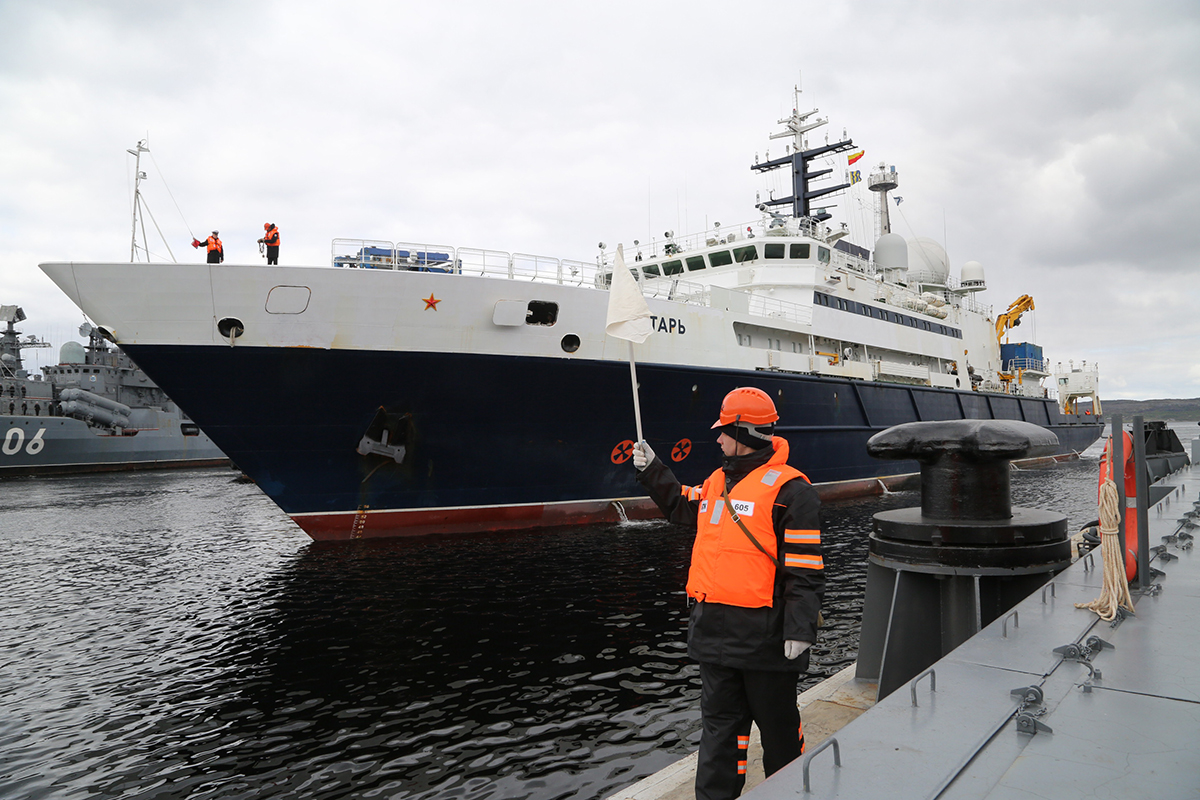
Yantar
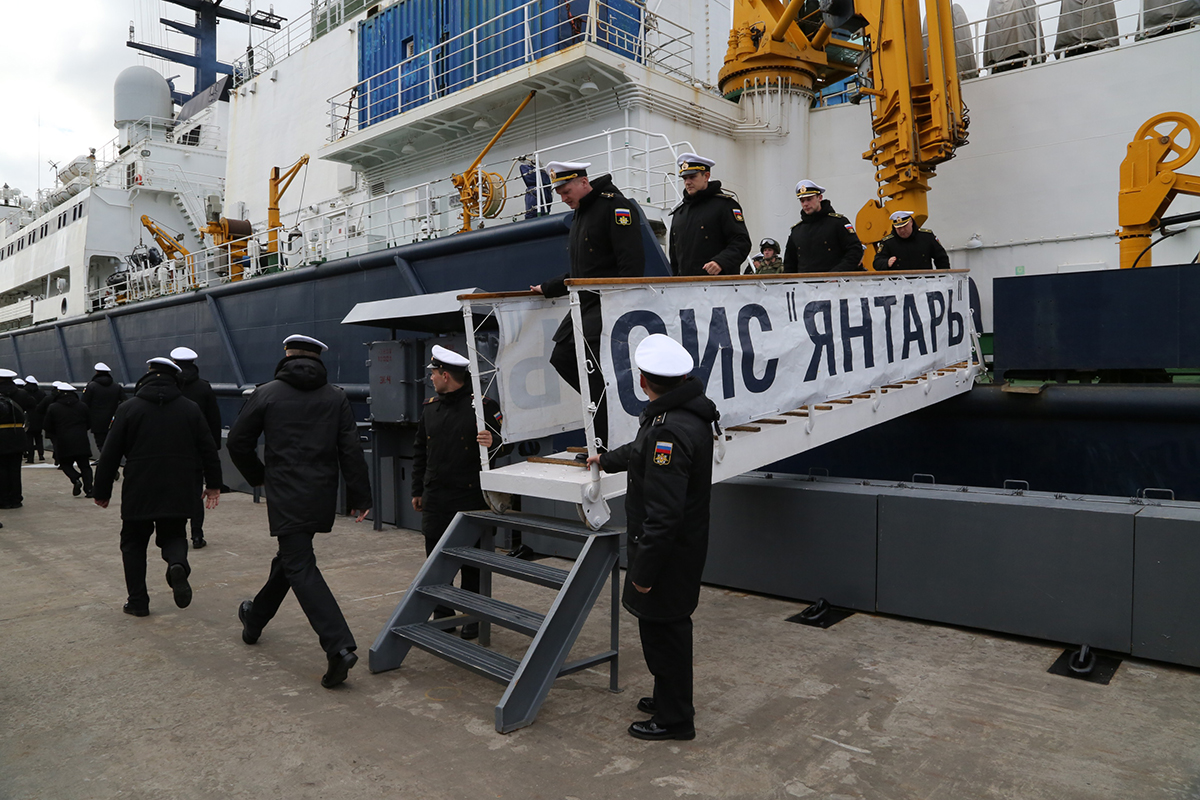
Yantar

### Note et référence
- (en) Cet article est partiellement ou en totalité issu de l’article de Wikipédia en anglais intitulé « Russian research vessel Yantar » (voir la liste des auteurs).

1. ↑  GUGI
2. 1 2 3 4  (en) Laurence Peter, « What makes Russia's new spy ship Yantar special? », BBC News,‎ 3 janvier 2018 (lire en ligne, consulté le 3 janvier 2018)
3. ↑  (en) John Pike, « Project 22010 Kruys Oceanographic research vessel », sur Global Security (consulté le 10 août 2022)
4. 1 2 3  (en) Kyle Mizokami, « What Is a Russian Spy Ship Doing in the Eastern Mediterranean? », sur Popular Mechanics, 19 septembre 2017 (consulté le 20 septembre 2017).
5. 1 2  (en) David E. Sanger et Eric Schmitt, « Russian Ships Near Data Cables Are Too Close for U.S. Comfort (Published 2015) », sur The New York Times, 26 octobre 2015.
6. 1 2  Laurent Lagneau, « Repéré près du Cotentin, un navire espion russe se dirige vers Kaliningrad en longeant des câbles de communications », sur Zone Militaire, 15 septembre 2021 (consulté le 17 novembre 2024)
7. ↑  Laurent Lagneau, « Le navire espion russe Yantar repéré près de deux câbles de télécommunications au large de l'Irlande », sur Opex360, 20 août 2021 (consulté le 10 août 2022).
8. ↑  Laurent Lagneau, « Le navire espion russe Yantar a de nouveau été repéré en mer d'Irlande, près de câbles sous-marins critiques », sur Zone Militaire, 16 novembre 2024 (consulté le 17 novembre 2024)
9. ↑  Mikaël Libert, « Un navire « espion » russe escorté hors des eaux françaises par la Marine », sur 20 Minutes, 14 septembre 2021 (consulté le 15 septembre 2021).
10. ↑  « Que reste-t-il de la flotte russe en mer Méditerranée? », sur RFI, 20 janvier 2025 (consulté le 23 janvier 2025)
11. ↑  Laurent Lagneau, « La Royal Navy hausse le ton : un de ses sous-marins a fait surface près du navire espion russe Yantar », sur Zone Militaire, 22 janvier 2025 (consulté le 23 janvier 2025)